# Alma Não Tem Cor
"Alma Não Tem Cor" é uma música composta por André Abujamra e gravada por sua banda Karnak no álbum homônimo da banda, de 1995.
O videoclipe da música, produzido pela Electra Filmes, foi indicado em 3 categorias do III MTV Video Music Brasil, saindo-se vencedor em uma delas.

## Prêmios e indicações
| Ano  | Prêmio                     | Categoria                | Trabalho Indicado | Info                | Resultado | Ref.  |
| ---- | -------------------------- | ------------------------ | ----------------- | ------------------- | --------- | ----- |
| 1997 | III MTV Video Music Brasil | Videoclipe do Ano        | "Alma Não Tem Cor |                     | Indicado  | [ 3 ] |
| 1997 | III MTV Video Music Brasil | Melhor Videoclipe de Pop | "Alma Não Tem Cor |                     | Indicado  | [ 3 ] |
| 1997 | III MTV Video Music Brasil | Direção em Videoclipe    | "Alma Não Tem Cor | Diretor: Hugo Prata | Venceu    | [ 4 ] |

## Regravações por outros artistas
- A música foi regravada por Chico César no seu álbum Aos Vivos, de 1995.[5]
- Zeca Baleiro regravou a canção no seu álbum O Coração do Homem Bomba - Vol. 1.[6]